# マキスジコミミガイ
マキスジコミミガイ（巻条小耳貝）、学名 Laemodonta monilifera は、有肺目オカミミガイ科に分類される巻貝の一種。インド太平洋の熱帯・亜熱帯海域に広く分布する微小な巻貝で、外洋に面した磯の転石下等に生息する。
成貝は殻長5-7mmほど。貝殻は水滴形・黄褐色・厚質で、表面に細かい螺肋が走り横縞模様に見える。また生体の殻表は短く細い毛に覆われる。成貝の殻口外唇は肥厚し、肩部が角張る。殻口には内唇2歯・軸唇1歯・外唇内側2歯の計5個の歯状突起が突き出ており、軟体部を出す空隙は狭い。殻底に臍孔はなく、周囲の縫帯もない。
九州以北では同属のクリイロコミミガイ L. siamensis、ウスコミミガイ L. exaratoides も分布するが、クリイロコミミガイはラグビーボール形で殻頂が欠けること、ウスコミミガイは殻が薄く殻口の歯状突起も小さいこと等で区別できる。また生息環境も異なる。
インド太平洋の熱帯・亜熱帯海域に広く分布する。日本での分布域は房総半島以南の本州・四国・九州・南西諸島である。日本の海産オカミミガイ類としては分布域・生息地とも多い方である。
暖流の影響が強い転石海岸や岩礁海岸に生息し、潮間帯上部の転石下等に潜む。外洋に近い漁港内でも見つかる。オカミミガイ科としては比較的海に面した区域を好む種類である。砂礫に半ば埋まった直径数十cm以上の転石を引っ繰り返すと見つかり易い。生息環境はハマシイノミガイとほぼ同じだが帯状分布が異なり、本種は満潮時には海水に浸る程度の高さに生息する。同所的に見られる貝はアオガイ、イシダタミ、クマノコガイ、アマガイ等、貝類以外にはフナムシ、イソカニダマシ、ヒメアカイソガニ、アカイソガニ、カクベンケイガニ等が見られる。

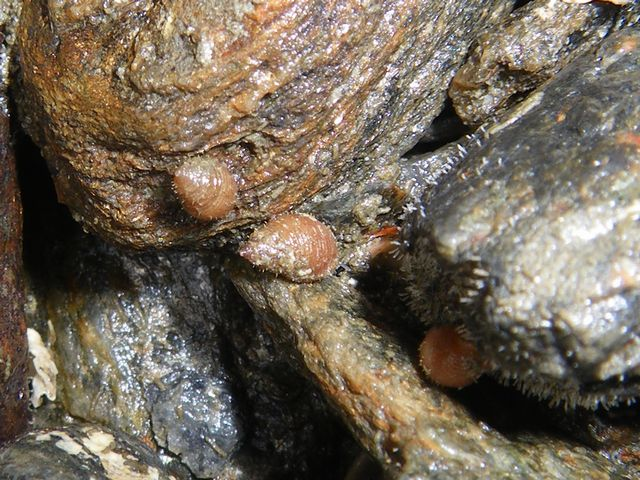
潮間帯上部の転石下に生息する

## 人間との関係
- 準絶滅危惧（NT）（環境省レッドリスト）

- 県別レッドリスト
  - 絶滅危惧I類 - 千葉県
  - 絶滅危惧II類 - 静岡県・福岡県
  - 準絶滅危惧 - 長崎県・熊本県・鹿児島県
- 「長崎県未来環境条例」が指定する「希少野生動植物種」 - 2009年[3]

本種は特に利用されることはないが、生息地となる磯の潮間帯上部が港湾工事等で改変されやすく、各地で生息地が消失している。日本の環境省が作成した貝類レッドリストでは、2007年版で準絶滅危惧（NT）として掲載された。その他にも各県が独自に作成したレッドリストで絶滅危惧種として挙げられている。